# Thierry Froger (football)
Pour les articles homonymes, voir Thierry Froger (homonymie) et Froger.
Thierry Froger, né le 21 mars 1963 au Mans, est un footballeur français qui a évolué au poste de défenseur devenu entraîneur.

## Biographie

### Carrière de joueur
Il débute dans le club de sa ville natale Le Mans au Stade Olympique du Mans de 1971 à 1978. Il est international minimes en 1977 et dispute le Tournoi de Montaigu aux côtés de Laurent Paganelli et Yves Bertucci. Il part ensuite à Lille où il joue pendant 8 ans au LOSC. Après un passage à Grenoble en 1986, il revient au Mans où il termine sa carrière de joueur. Il devient alors entraîneur au centre de formation du MUC72 de 1990 à 1994.

### Carrière d'entraîneur
Il entraînera par la suite l'équipe première du Mans avec laquelle il sera élu meilleur entraîneur de Ligue 2 en 1996, après avoir été deuxième derrière Denis Troch en 1995.
Après Le Mans, il part au LOSC et rate la montée en L1 de peu, le club nordiste terminant à la 4e place. Puis la saison suivante les mauvais résultats le conduisent à quitter le club en septembre 1998. Il est remplacé par Vahid Halilhodžić. Il rebondit un an plus tard à La Berrichonne de Châteauroux où il remplacera Joël Bats et dirigera le club quatre saisons.
Après son départ de Châteauroux, il signe à Gueugnon en très mauvaise posture mais réussit à sauver le club de la relégation. En 2004, il est à nouveau élu meilleur entraîneur de Ligue 2. Thierry Froger rejoint le Stade de Reims en juin 2005, où il reste trois saisons, avec une qualification en demi-finale en Coupe de la Ligue. Il est remplacé par Didier Tholot en juin 2008.
En juin 2010, il prend les commandes de l'Équipe du Togo, mais démissionne en mars 2011,.
Dans la foulée, il signe au Nîmes Olympique pour tenter de sauver les Crocodiles pointant à la 17e place du championnat de Ligue 2 à 1 point du premier relégable. Il ne parvient pas à maintenir le club qui échoue donc en National. Toujours en place lors de la saison de National 2011-2012, il parvient à remobiliser l'effectif nîmois et obtient la remontée immédiate en terminant 1er du championnat. Le 25 mai 2012, malgré ses résultats, son contrat n'est pas renouvelé.
En janvier 2013, il remplace Stéphane Le Mignan à la tête du Vannes Olympique Club en National. Lors de sa prise de fonction, il échoue dans sa tentative de faire remonter le club en Ligue 2 avant de terminer 17e la saison suivante. À la suite de cette relégation, le club dépose le bilan et il quitte ses fonctions. 
Il rebondit aux Créteil-Lusitanos le 7 janvier 2015, prenant la suite du démissionnaire Philippe Hinschberger avec comme objectif le maintien du club en Ligue 2. Le club termine la saison à la 14e place avec 45 points. Après un bon début de saison 2015-2016, le club est quatrième au terme de la 9e journée, la suite est plus difficile avec 7 défaites en 9 matchs dont une élimination au 7e tour de la Coupe de France. Le 4 décembre, il est mis à pied.

## Palmarès
- Élu meilleur entraîneur de Ligue 2 en 1996 et 2004 par France Football.